# NGC 4785
NGC 4785 је спирална галаксија у сазвежђу Кентаур која се налази на NGC листи објеката дубоког неба.
Деклинација објекта је - 48° 44' 59" а ректасцензија 12h 53m 27,1s. Привидна величина (магнитуда) објекта NGC 4785 износи 12,4 а фотографска магнитуда 13,2. NGC 4785 је још познат и под ознакама ESO 219-4, IRAS 12506-4828, PGC 43791.